# Коморники (Велюнський повіт)
Коморники (пол. Komorniki) — село в Польщі, у гміні Мокрсько Велюнського повіту Лодзинського воєводства.
Населення — 671 особа (2011).
У 1975-1998 роках село належало до Серадзького воєводства.

## Демографія
Демографічна структура станом на 31 березня 2011 року:
|          | Загалом | Допрацездатний вік | Працездатний вік | Постпрацездатний вік |
| -------- | ------- | ------------------ | ---------------- | -------------------- |
| Чоловіки | 332     | 85                 | 210              | 37                   |
| Жінки    | 339     | 65                 | 178              | 96                   |
| Разом    | 671     | 150                | 388              | 133                  |